# Iberodorcadion marinae
Iberodorcadion marinae is een keversoort uit de familie van de boktorren (Cerambycidae). De wetenschappelijke naam van de soort werd voor het eerst geldig gepubliceerd in 1996 door Tomé & Bahíllo.